# Hyposmocoma nipholoncha
Hyposmocoma nipholoncha là một loài bướm đêm thuộc họ Cosmopterigidae. Nó là loài đặc hữu của Oahu. Loài địa phương ở Mount Tantalus.
Ấu trùng ăn Euphorbia species. The naked larvae are stem-borers.